# Obereopsis borchmanni
Obereopsis borchmanni là một loài bọ cánh cứng trong họ Cerambycidae.